# Zippuli
La zippula (pluriel zippuli) est une spécialité culinaire italienne typique de la région de Calabre (en particulier des provinces de Reggio de Calabre, Catanzaro et Vibo Valentia) qui est préparé à Noël, mais aussi lors de nombreuses fêtes estivales du pays. La zippula peut être préparée avec ou sans anchois. Le nom vient du bas latin zippula, qui désigne un bonbon à base de pâte et de miel. Il est préparé avec de la pomme de terre, de la farine, du sel, de la levure de bière et de l'eau.
À ne pas confondre avec la zeppola calabraise, qui est sucrée.